# Michael Muhr (Elektrotechniker)
Michael Muhr, eigentlich Hans Michael Muhr (* 15. August 1944 in Hatzendorf), ist ein österreichischer Elektrotechniker. Er war der Leiter des Instituts für Hochspannungstechnik und Systemmanagement an der Technischen Universität Graz sowie Vizerektor für Lehre und Studien.
Muhr studierte Elektrotechnik an der TU Graz und wurde im Bereich Hochspannungsmesstechnik habilitiert. Seit 1996 ist er Ordentlicher Universitätsprofessor und war von 2004 bis 2012 Leiter des Instituts für Hochspannungstechnik und Systemmanagement an der Technischen Universität Graz. Seit 2012 ist er emeritiert.

## Auszeichnungen, Ehrungen
- Alfons Hoffmann-Medaille (2006)
- Ehrendoktorat der Westböhmischen Universität in Pilsen (2006)
- Die Kleine Hochspannungshalle, Raum HS EG 008J am Institut für Hochspannungstechnik und Systemmanagement der TU Graz, Inffeldgasse 18 wurde 2014 "Michael Muhr Labor" benannt.

| Personendaten    | Personendaten                                         |
| ---------------- | ----------------------------------------------------- |
| NAME             | Muhr, Michael                                         |
| ALTERNATIVNAMEN  | Muhr, Hans Michael (vollständiger Name)               |
| KURZBESCHREIBUNG | österreichischer Elektrotechniker und Hochschullehrer |
| GEBURTSDATUM     | 15. August 1944                                       |
| GEBURTSORT       | Hatzendorf, Österreich                                |